# Sabah FK
Der Sabah Futbol Klubu ist ein aserbaidschanischer Fußballverein aus Masazır.

## Geschichte
Der Verein wurde 2017 gegründet. Die erste Saison absolvierte die Mannschaft in der Birinci Divizionu. Dort erreichten sie den fünften Platz und stiegen trotzdem auf, da die anderen Vereine keine Lizenz für die erste Liga erhielten oder einen Aufstieg ablehnten. Seit 2018 spielen sie nun in der Premyer Liqası.
Nach dem 2. Platz in der Saison 2022/23 nimmt der Klub erstmals an der Europa Conference League teil.

## Erfolge
- Aserbaidschanischer Pokalsieger: 2025

## Statistik (2017–)
| Saisons | Div. | Līga           | Platz | Quelle | Anmerkung        |
| ------- | ---- | -------------- | ----- | ------ | ---------------- |
| 2017/18 | 2.   | 1. Liqası      | 5.    | [ 1 ]  | ▲ Premyer Liqası |
| 2018/19 | 1.   | Premyer Liqası | 7.    | [ 2 ]  |                  |
| 2019/20 | 1.   | Premyer Liqası | 6.    | [ 3 ]  |                  |
| 2020/21 | 1.   | Premyer Liqası | 5.    | [ 4 ]  |                  |
| 2021/22 | 1.   | Premyer Liqası | 5.    | [ 5 ]  |                  |
| 2022/23 | 1.   | Premyer Liqası | 2.    | [ 6 ]  |                  |
| 2023/24 | 1.   | Premyer Liqası | 3.    | [ 7 ]  |                  |
| 2024/25 | 1.   | Premyer Liqası | 5.    | [ 8 ]  | Pokalsieger      |

## Europapokalbilanz
| Saison  | Wettbewerb                    | Runde                  | Gegner                | Gesamt          | Hin     | Rück          |
| ------- | ----------------------------- | ---------------------- | --------------------- | --------------- | ------- | ------------- |
| 2023/24 | UEFA Europa Conference League | 2. Qualifikationsrunde | FK RFS                | 4:1             | 2:0 (A) | 2:1 (H)       |
| 2023/24 | UEFA Europa Conference League | 3. Qualifikationsrunde | FK Partizan Belgrad   | 2:2 (4:5 i. E.) | 2:0 (H) | 0:2 n. V. (A) |
| 2024/25 | UEFA Conference League        | 2. Qualifikationsrunde | Maccabi Haifa         | 6:6 (3:2 i. E.) | 3:0 (A) | 3:6 n. V. (H) |
| 2024/25 | UEFA Conference League        | 3. Qualifikationsrunde | St Patrick’s Athletic | 0:2             | 0:1 (A) | 0:1 (H)       |
| 2025/26 | UEFA Europa League            | 1. Qualifikationsrunde | NK Celje              | 5:6             | 2:3 (H) | 3:3 n. V. (A) |
| 2025/26 | UEFA Conference League        | 2. Qualifikationsrunde | Petrocub Hîncești     | 6:1             | 2:0 (A) | 4:1 (H)       |
| 2025/26 | UEFA Conference League        | 3. Qualifikationsrunde | Lewski Sofia          | 0:3             | 0:1 (A) | 0:2 (H)       |

Gesamtbilanz: 14 Spiele, 6 Siege, 1 Unentschieden, 7 Niederlagen, 23:21 Tore (Tordifferenz +2)